# Kofiau
Kofiau (indonesisch Pulau Kofiau) ist eine indonesische Insel in der Halmaherasee. Sie bildet einen eigenen Distrikt (Distrik) im Regierungsbezirk (Kabupaten) Raja Ampat innerhalb der 2022 neugebildeten Provinz Papua Pegunungan.

## Geographie
Die unregelmäßig geformte Insel liegt im Zentrum des Raja-Ampat-Archipels, etwa 82 km westlich der Insel Waigeo. Zwanzig Kilometer westlich von Kofiau liegen die unbewohnten Boo-Inseln.
Kofiau ist eine relativ große (153 km²) und dicht bewachsene Insel, die nur an der Nordküste dünn besiedelt ist. Hingegen gibt es auf den umliegenden Inseln (etwa Efforobi, direkt vor der Westküste, oder Aai Berar Besar sehr nahe der Nordküste) mehrere Ansiedlungen.

## Kofiau-Inseln
Vereinzelt werden Kofiau und die sie umgebenden Inseln unter der (inoffiziellen) Bezeichnung Kofiau-Inseln (englisch Kofiau Group) zusammengefasst.
Zu dieser Gruppe gehören u. a. folgende Inseln:
| Inselname       | Aliasname | Koordinaten           | Fläche | Einwohner | Anmerkung |
| --------------- | --------- | --------------------- | ------ | --------- | --------- |
| Kofiau          |           | 01° 12′ S, 129° 51′ O | 153    | …         |           |
| Tabek           |           | 01° 17′ S, 129° 43′ O | …      | –         |           |
| Ayuan           |           | 01° 16′ S, 129° 46′ O | …      | –         |           |
| Walo            |           | 01° 16′ S, 129° 40′ O | …      | –         |           |
| Tredau          |           | 01° 16′ S, 129° 44′ O | …      | –         |           |
| Bodo            |           | 01° 16′ S, 129° 44′ O | …      | –         |           |
| Efkalabas       |           | 01° 14′ S, 129° 42′ O | …      | –         |           |
| Gebe Kecil      |           | 01° 14′ S, 129° 39′ O | …      | –         |           |
| Miatkori        |           | 01° 14′ S, 129° 48′ O | …      | –         |           |
| Mangimangi      |           | 01° 13′ S, 129° 44′ O | …      | –         |           |
| Panjang         |           | 01° 13′ S, 129° 47′ O | …      | –         |           |
| Gebe Besar      |           | 01° 13′ S, 129° 39′ O | …      | –         |           |
| Torobi          |           | 01° 12′ S, 129° 41′ O | …      | –         |           |
| Efforobi        | Raja      | 01° 11′ S, 129° 43′ O | …      | –         |           |
| Aai Berar Kecil |           | 01° 10′ S, 129° 47′ O | …      | –         |           |
| Jailolo Kecil   |           | 01° 10′ S, 129° 47′ O | …      | –         |           |
| Aai Berar Besar |           | 01° 09′ S, 129° 48′ O | …      | …         |           |
| Jailolo         |           | 01° 09′ S, 129° 46′ O | …      | –         |           |
| Deer            |           | 01° 09′ S, 129° 51′ O | …      | …         |           |